# Pointe de l'Eyssina
La pointe de l'Eyssina est un sommet du massif du Parpaillon. Il culmine à une altitude de 2 837 mètres et domine le col de Vars.

## Localisation
La pointe de l'Eyssina domine, du côté oriental, la vallée de Vars. Côté occidental, elle est située au-dessus de Crévoux. Du côté occidental, aucun sommet ne la domine, ni à l'ouest ni au sud-ouest. Au nord, de nombreux sommets sont plus élevés mais lointains. En revanche, vers le sud et l'est, les sommets comparables ou plus élevés sont très proches.

## Géologie
La falaise stratifiée de la pointe de l’Eyssina est constituée d'un « flysch », une alternance régulière de grès durs clairs et de bancs argilo-marneux foncés. Cette formation s'est constituée sur une plaine abyssale où a lieu une sédimentation par étapes s'étant déroulée entre 80 et 70 millions d’années, soit au Crétacé supérieur. La plaine abyssale est à cette époque entourée de pentes composée de boues instables. Continuellement sont déposées sur le fond des argiles témoignant d’une sédimentation régulière par apport des systèmes fluviaux, même à grande distance de ces derniers. L'alternance s'explique par des glissements de terrain sous-marins affectant les pentes qui surplombent la plaine. Ces avalanches se déposent en couches de turbidites, sur des distances importantes. L'alternance des apports réguliers et des glissements de terrain explique celle des couches sombres et claires,,.

## Flore
La flore présente sur les pentes de l'Eyssina est notamment décrite par Charles Flahault en 1897 dans le Bulletin de la Société botanique de France. Le versant occidental l'intéresse notamment du fait de l'absence de situation d'abri, qui permet à la flore proprement « alpine » de descendre assez bas en altitude.
Il y relève un grand nombre d'espèces dont il qualifie la présence de « remarquable à cet endroit » : le pigamon des Alpes, la cardamine à feuilles de réséda, Hugueninia tanacetifolia (en) ou « roquette à feuilles de tanaisie », Dianthus inodorus, Sagina Linnæi, Scleranthus perennis (en) ou « tricot pérenne », la paronyque à feuilles de renouée, Hypericum richeri ou « millepertuis de Richer », Orobus luteus, le panicaut des Alpes, Centaurea axillaris, l'achillée noble, la cirse à feuilles variables, différentes espèces d'épervières (Hieracium sabinum, Hieracium pulchellum, Hieracium pulchellum, Hieracium fritzei, piloselle, Hieracium lauceolatum, Hieracium purpureum et l'épervière de Schmidt), Lonicera færula, la campanule barbue, phyteuma scorzonerifolium, la gentiane asclépiade, gentiana burseri, l'androsace carnée, la scabieuse colombaire, l'ail caréné, juncus alpinus, enfin différents types de luzules (la luzule penchée, Luzula multiflora, Luzula spicata (en).

## Sport

### Ascension
La voie normale d'ascension s'effectue généralement depuis le col de Vars et constitue un dénivelé d'environ 750 mètres. En été, la montée et la descente s'effectuent par le même chemin. L'ascension peut également être réalisée en hiver, sur la neige, avec une montée avec crampons et piolet. Dans ce cas la descente s'effectue à skis, par le couloir de Gorge Profonde.
Il existe également un itinéraire, assez nettement plus long, d'ascension depuis Crévoux, dont le dénivelé est d'environ 1 200 mètres.

### Ski
L'Eyssina est en hiver un lieu de pratique du ski freeride. Ainsi, en 2010, l'épreuve Red Bull Line Catcher est organisée sur la face nord du sommet et remportée par Candide Thovex. Le 1er février 2016, une étape des qualifications pour le Freeride World Tour est organisée au même endroit, plus précisément dans le couloir dit « Yeti Sup », et remportée par Juliette Willmann chez les femmes, par Thomas Frontoni chez les hommes et par Téo Jedrzejczyf en snowboard. Le président du jury estime que le site permet « aux meilleurs de se différencier et d’avoir du beau spectacle [et qu'il] offre beaucoup de possibilités freeride ».